# Municipio de East Orange
El municipio de East Orange (en inglés: East Orange Township) es un municipio ubicado en el condado de Sioux en el estado estadounidense de Iowa. En el año 2010 tenía una población de 531 habitantes y una densidad poblacional de 5,68 personas por km².

## Geografía
El municipio de East Orange se encuentra ubicado en las coordenadas 42°57′12″N 95°55′7″O / 42.95333, -95.91861. Según la Oficina del Censo de los Estados Unidos, el municipio tiene una superficie total de 93.52 km², de la cual 93,52 km² corresponden a tierra firme y (0 %) 0 km² es agua.

## Demografía
Según el censo de 2010, había 531 personas residiendo en el municipio de East Orange. La densidad de población era de 5,68 hab./km². De los 531 habitantes, el municipio de East Orange estaba compuesto por el 93,79 % blancos, el 0,38 % eran afroamericanos, el 0,19 % eran asiáticos, el 4,33 % eran de otras razas y el 1,32 % eran de una mezcla de razas. Del total de la población el 8,47 % eran hispanos o latinos de cualquier raza.